# Çiftlikköy, Dazkırı
Çiftlikköy là một xã thuộc huyện Dazkırı, tỉnh Afyonkarahisar, Thổ Nhĩ Kỳ. Dân số thời điểm năm 2011 là 287 người.